# Verwaltungsgemeinschaft Habach
Die Verwaltungsgemeinschaft Habach im oberbayerischen Landkreis Weilheim-Schongau besteht seit der Gemeindegebietsreform am 1. Mai 1978. Ihr gehören als Mitgliedsgemeinden an:
1. Antdorf, 1379 Einwohner, 22,38 km²
2. Habach, 1199 Einwohner, 12,15 km²
3. Obersöchering, 1570 Einwohner, 24,27 km²
4. Sindelsdorf, 1243 Einwohner, 17,50 km²

Sitz der Verwaltungsgemeinschaft ist Habach.